# Виборг, Эрик Ниссен
Эрик Ниссен Виборг (дат. Erik Nissen Viborg; 5 апреля 1759, Бедстед, Южная Дания — 25 сентября 1822, Копенгаген) — датский ветеринар, ботаник и педагог; член Датской, Шведской, Прусской и Нидерландской академий наук; кавалер ордена Данеброг.

## Биография
Эрик Виборг родился 5 апреля 1759 года в Бедстеде в семье приходского священника Карла Виборга (1706–1782) и Марии Софи Фриис (1721–1789). Сперва он обучался у своего отца дома, а в 1777 году поступил в Копенгагенский университет, где сначала изучал теологию и восточные языки. Через три года он оставил изучение теологии и обратился к изучению физики, математики и естественной истории. Изучение естественной истории познакомило его с Петером Христианом Абильгором, который, будучи директором Королевской ветеринарной школы, одобрил его желание продолжить карьеру в области ветеринарных наук. После года обучения ветеринарии был нанят помощником учителя с годовой зарплатой в 200 датских ригсдалеров.
С 1784 по 1787 год Виборг путешествовал по Европе. После возвращения он получил премию от Королевской датской академии наук и литературы за диссертацию о «песчаных растениях» (в основном о траве Маррам) и их использовании в качестве связующих веществ для песка при защите сельскохозяйственных угодий от эоловых песков. 
Затем он был назначен профессором в Ветеринарную школу (1787–1790). В 1796 году король Дании Кристиан VII Безумный отправил Виборга в Польшу и Румынию, чтобы закупить жеребцов для конного завода в Фредериксборге известного выведенной там породой лошадей. 
Когда в 1797 году в Копенгагенском университете была открыта кафедра ботаники, Виборг стал её первым руководителем, обойдя Мартина Валя, что, по мнению ряда исследователей, произошло в большей степени благодаря связям Виборга с высшими кругами, чем благодаря сравнению научных заслуг претендентов. 
После смерти Абильгора в 1801 году Виборг стал профессором, а затем и ректором Ветеринарной школы, и занимал эту должность до самой смерти. Под его руководством получила учебное заведение приобрело репутацию одной из лучших школ в Европе. 
В 1809 году Виборг был произведён в рыцари ордена Даннеброга.
В 1816 году он был избран иностранным членом Королевской шведской академии наук.
Одним из главных трудов учёного (переведенный на немецкий язык) является «Abhandlungen für Tierärzte und Oekonomen» (1795—1807), в пяти томах; кроме того, им написаны руководства и монографии по экстерьеру лошади, гигиене, зоотехнии, паразитарным и инфекционным болезням.
Эрик Ниссен Виборг умер 25 сентября 1822 года в городе Копенгагене.